# Zagrody (Radymno)
Zagrody – część miasta Radymno, w południowo-wschodniej Polsce, położona w województwie podkarpackim, w powiecie jarosławskim. Rozpościera się na północny zachód od centrum miasta, wzdłuż ulicy Budowlanych.
Dawniej był to przysiółek wsi Skołoszów, należącej do powiatu cieszanowskiego, a od  1923 powiatu lubaczowskiego w województwie lwowskim. 1 kwietnia 1930 włączony wraz z obszerną częścią Skołoszowa, m.in. stacją kolejową, w granice Radymna